# Hadeel Abdel Aziz

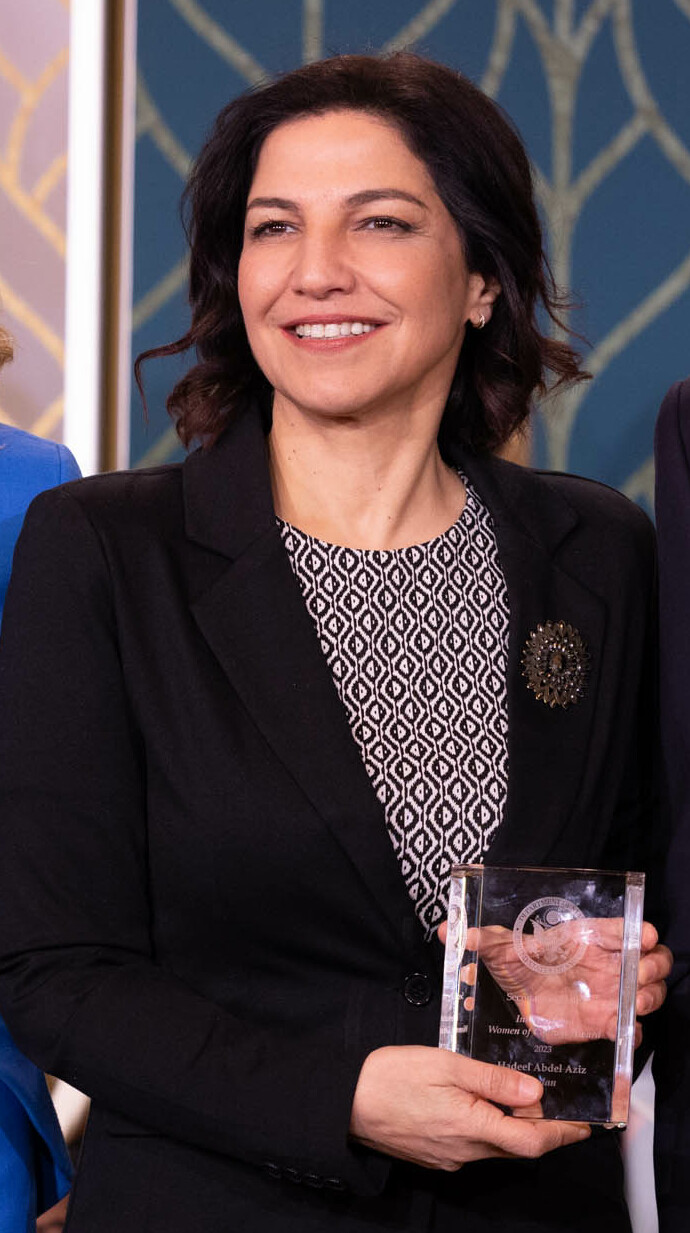
Hadeel Abdel Aziz bei der Verleihung des IWOC-Awards (2023)

Hadeel Abdel Aziz (arabisch هديل عبد العزيز, DMG Hadīl ʿAbd al-ʿAzīz; * vor 1985) ist eine jordanische Rechtswissenschaftlerin und Menschenrechts-Aktivistin. Sie ist Gründungsmitglied und Exekutivdirektorin der jordanischen NGO Justice Center for Legal Aid (JCLA).

## Ausbildung und Zertifizierung
Abdel Aziz studierte Rechtswissenschaften und Management an der Universität von Jordanien in Amman und absolvierte als erste Jordanierin den Studiengang zur Justizadministratorin an der Michigan State University.

## Karriere
Von 2004 bis 2009 arbeitete Abdel Aziz für die US-amerikanische Entwicklungszusammenarbeits-Agentur USAID als Justiziarin für deren Rule of Law Programm.
2008 wurde sie Exekutivdirektorin des von ihr mitbegründeten Justice Center for Legal Aid (JCLA), das juristische Unterstützung für Unterprivilegierte anbietet und sich für staatlich finanzierte Prozesskostenhilfe einsetzt. Wichtige selbstgesetzte Aufgaben sind, die Menschen über ihre Grundrechte aufzuklären und Gemeinschaften bei der Entwicklung juristischer Lösungen zu unterstützen.
Darüber hinaus setzt sich das JCLA für eine Justizreform ein. Es führt Programme zur Sensibilisierung für Rechtsfragen durch und bietet Rechtsberatung, Mediation und Vertretung in den Bereichen Zivil-, Straf- und Familienrecht einschließlich Scharia an.
Abdel Aziz deckte massive Probleme im Bereich Wanderarbeiter in Jordanien auf. Durch ihre Intervention wurde neun misshandelten philippinischen Haushaltshilfen die Rückkehr in ihr Heimatland ermöglicht und in Jordanien eine Diskussion über den juristischen Umgang mit diesen Menschenrechtsverstößen angestoßen.
Zielgruppen der JCLA-Angebote sind vor allem marginalisierte Gruppen wie Jugendliche, Flüchtlinge, Migranten und die Opfer von sexualisierter Gewalt. Ein wichtiger Schwerpunkt ist die Lobbyarbeit gegen sogenannten „Ehrenverbrechen“ oder die Inhaftierung von Frauen zu ihrem eigenen „Schutz“. Für die Abschaffung des umstrittenen jordanischen Vergewaltigungsgesetzes (Artikel 308) 2017, das die Straffreiheit des Vergewaltigers durch eine Eheschließung ermöglicht hatte, hatte sich das JCLA jahrelang eingesetzt.

## Sonstige Aufgaben
2015 beauftragte die Weltbank das JCLA und Abdel Aziz, für die nigerianische Regierung technische Unterstützung bei Rechtshilfemaßnahmen zu leisten und Qualitätssicherungsworkshops durchzuführen. Sie tritt auf einer Vielfalt von internationalen Plattformen als Expertin auf.
Für das Nationale Zentrum für Menschenrechte in Jordanien ist sie Mitglied des Beirats.

## Auszeichnungen und Stipendien
- Abdel Aziz erhielt 2015 Mittel von den Eisenhower Fellowships,[22] um in Jordanien ein landesweites Pro-bono-Programm zur Unterstützung unterrepräsentierter Gruppen im Rechtssystem zu etablieren.[15][23][4]
- 2022 wurde ihr der Deutsch-Französische Preis für Menschenrechte und Rechtsstaatlichkeit verliehen.[24][25][26][27][28]
- 2023 erhielt sie den International Women of Courage (IWOK) Award vom U.S.-Außenministerium.[28][10]